# Hohmann (Mondkrater)
Hohmann ist ein Einschlagkrater auf der Mondrückseite.
Der Krater liegt im Zentrum des Mare Orientale und ist daher nur bei günstiger Libration von der Erde aus sichtbar. Im Norden befindet sich der größere Krater Maunder, in östlicher Richtung kommt man zu Kopff.
Der Krater ist kreisrund mit einem Durchmesser von fast 17 km. Der Kraterrand ist nahezu unversehrt, bis auf zwei kleinere Einschläge im Süden.

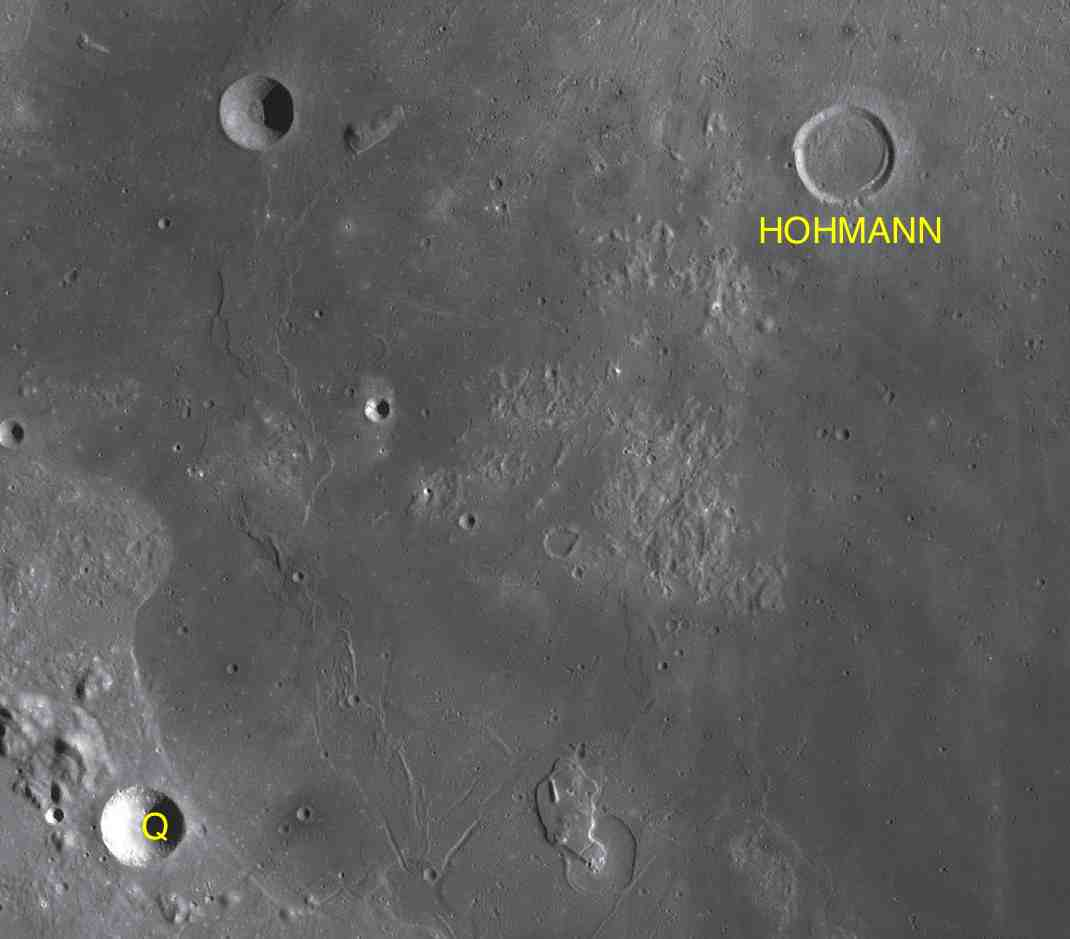
Hohmann mit seinem Nebenkrater. Oben links erkennt man Il'in, den ehemaligen Nebenkrater T.

Hohmann hat einen mit Q bezeichneten  Nebenkrater. Ein ehemaliger Nebenkrater Hohmann T wurde 1985 in Il'in umbenannt.
| Buchstabe | Position           | Durchmesser        | Link               |
| --------- | ------------------ | ------------------ | ------------------ |
| Q         | 21,78° S, 98,28° W | 14 km              |                    |
| T         | Umbenannt in Il'in | Umbenannt in Il'in | Umbenannt in Il'in |

Der Krater wurde 1970 von der IAU offiziell nach dem deutschen Raumfahrtpionier Walter Hohmann benannt.